# Dioskurides-Aronstab
|  | Dieser Artikel wurde aufgrund von formalen oder inhaltlichen Mängeln in der Qualitätssicherung Biologie zur Verbesserung eingetragen. Dies geschieht, um die Qualität der Biologie-Artikel auf ein akzeptables Niveau zu bringen. Bitte hilf mit, diesen Artikel zu verbessern! Artikel, die nicht signifikant verbessert werden, können gegebenenfalls gelöscht werden. Lies dazu auch die näheren Informationen in den Mindestanforderungen an Biologie-Artikel. |

Der Dioskurides-Aronstab (Arum dioscoridis) ist eine Pflanzenart aus der Gattung Aronstab (Arum) in der Familie der Aronstabgewächse (Araceae). Die Pflanze ist nach Pedanios Dioskurides benannt und wurde im Jahr 1816 von dem Botaniker James Edward Smith erstbeschrieben.

## Beschreibung
Der meist nach Aas stinkende Dioskurides-Aronstab wird bis zu 50 Zentimeter hoch. Die bis 40 Zentimeter lange Spatha ist innen grünlich-weiß und mehr oder weniger dunkelviolett überlaufen oder gepunktet bis selten ungefleckt oder ganz dunkelviolett. Außen ist die Spatha grünlich und meist ungefleckt. Der Spadixappendix ist meist kürzer als die Spatha und schwärzlich, selten gelb. Die pfeilförmigen und gestielten Laubblätter sind spitz und bis 45 Zentimeter lang. Die Blattstiele sind bis 50 Zentimeter lang. Der Geophyt bildet Knollen als Überdauerungsorgane.
Die länglich-birnenförmigen Beeren sind orange-rot, 5-11 mm lang und 4-6 mm breit.

## Name
Seinen Namen verdankt der Dioskurides-Aronstab dem griechischen, in Rom tätigen Arzt und Pharmakologen Pedanios Dioskurides und der biblischen Figur des Aaron, dessen Stab als Zeichen seiner Auserwählung zum Hohepriester ergrünte, als er im Zeltheiligtum „vor das Bundeszeugnis“ gelegt wurde (Num 17 ).

## Vorkommen
Die Pflanze kommt in den Subtropen in Südeuropa auf Zypern, den Ostägäischen Inseln, Türkei, Libanon, Syrien, Israel-Palästina und Jordanien vor.

## Lebensraum
Der Dioskurides-Aronstab ist – oft recht zahlreich – auf brachliegenden Feldern, Feldrändern, Erdhügeln, unbebauten Olivenhainen und sonstigen Brachflächen zu finden. Er bevorzugt dort Hecken und felsige Stellen und  kalkhaltige Böden.

## Phänologie
Die Blütezeit reicht von April bis Mai.

## Inhaltsstoffe
Die Pflanze enthält Calciumoxalatkristalle. Diese verursachen beim Verzehr ein äußerst unangenehmes Gefühl, das dem von Nadelstichen im Mund und auf der Zunge ähnelt. Sie lassen sich jedoch leicht neutralisieren, indem man die Pflanze gründlich trocknet oder kocht oder sie in Wasser einlegt.

## Kultivation
Der Dioskurides-Aronstab bevorzugt einen humusreichen Boden und benötigt während der Wachstumsperiode reichlich Wasser. In Waldgebieten gedeiht er gut in der Sonne oder im Schatten. Diese Art ist in kälteren Gebieten nicht winterhart, sie verträgt Temperaturen zwischen −5 und −10° Celsius. Da sie im Spätherbst zu wachsen beginnt, wird sie am besten an einer warmen Wand oder in einem Blumenzwiebelkasten gezogen. Der Blütenstand wird von Fliegen bestäubt, um diese anzulocken riecht er nach Dung und Aas. Außerdem besitzt er die Fähigkeit, sich über die Lufttemperatur hinaus so stark zu erwärmen, dass sich dies bei Berührung deutlich bemerkbar macht. Dies schützt wahrscheinlich die Blüten vor Frostschäden.